# Орначуелос
Орначуелос (ісп. Hornachuelos) — муніципалітет в Іспанії, у складі автономної спільноти Андалусія, у провінції Кордова. Населення — 4696 осіб (2010).
Муніципалітет розташований на відстані близько 320 км на південний захід від Мадрида, 40 км на захід від Кордови.
На території муніципалітету розташовані такі населені пункти: (дані про населення за 2010 рік)
- Ель-Агіла: 15 осіб
- Лас-Альхабарас: 13 осіб
- Ель-Альта: 3 особи
- Лос-Анхелес: 22 особи
- Бембесар-дель-Каудільйо: 222 особи
- Сеспедес: 341 особа
- Лос-Корралес: 4 особи
- Орначуелос: 3384 особи
- Месас-дель-Гуадалора: 475 осіб
- Лас-Мескетільяс: 0 осіб
- Нава-де-лос-Корчос: 36 осіб
- Пуебла-де-ла-Паррілья: 104 особи
- Сан-Калісто: 25 осіб
- Ла-Альмарха: 33 особи
- Мораталья: 19 осіб

## Демографія
Динаміка населення (INE ):

## Галерея зображень

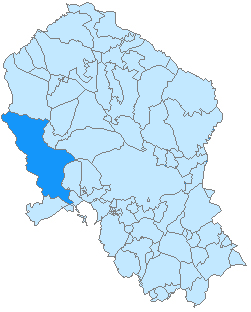
Розташування муніципалітету у провінції Кордова
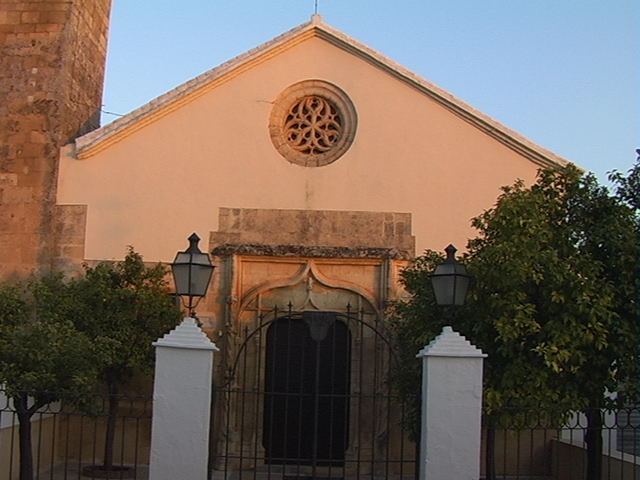
Готична церква